# 9K34 Strela-3
9K34 Strela-3 (ryska: 9К34 Стрела-3 (pil), NATO-rapporteringsnamn SA-14 Gremlin) är en sovjetisk bärbar luftvärnsrobot utvecklad ur 9K32 Strela-2.

## Utveckling
Den äldre Strela-2 hade två stora nackdelar; Den kunde inte upptäcka jetflygplan framifrån och den var lätt att störa ut. Därför utrustades Strela-3 med aktiv kylning av sensorelementet vilket ökade våglängdsområdet till strax över 4 μm. Detta gjorde att roboten kunde upptäcka svalare mål på längre avstånd och från alla vinklar. Dessutom gjordes sensorn frekvenskänslig i stället för amplitudkänslig vilket gjorde att den sökte sig till mål med ”rätt” temperatur i stället för det varmaste målet, vilket gjorde den svårare att störa med facklor.
En nackdel var dock att Strela-3 blev tyngre än sin föregångare vilket påverkade räckvidden och hastigheten negativt. Idag har 9K38 Igla ersatt Strela-serien i Ryssland, men många exportkunder har den fortfarande i tjänst.

## Delar

### Robotsystemet
Robotsystemet 9K34 består av följande delar:
- 9M36 – luftvärnsrobot
- 9P59 – avfyringstub av glasfiberplast. Tuben är återanvändbar och kan laddas om upp till fem gånger.
- 9P58 – underbeslag med avtryckare
- 9P51 – termobatteri och gasflaska för kylning

### Tillbehör
Tillbehören används normalt inte av skytten utan av gruppens flygspanare/eldledare.
- 9S13 hjälmmonterad radarpejl
- 1RL247 IFF-mottagare
- R-147 Radiomottagare för luftbevakningsinformation